# 大泊中知床岬線
大泊中知床岬線（おおどまりなかしれとこみさきせん）は、かつて樺太に存在した樺太庁道であり、大泊郡大泊町から知床村を結んでいた。

## 概要
- 総延長 115.8km
- 幅員　最幅5.5m　最狭4.5m

## 経由地
- 大泊郡大泊町 - 深海村 - 長浜村 - 遠淵村 - 知床村

## 接続道路
- 大泊郡大泊町
  - 大泊国境線
- 大泊郡知床村
  - 栄浜中知床岬線